# Photon Maiden
Photon Maiden(호오통메덴) 미디어 믹스 컨텐츠 「D4DJ」에 등장하는 유닛의 한 세트.

## 개요
주식회사 도너츠의 미디어 믹스 컨텐츠 「D4DJ」에 등장하는, DJ&보컬&퍼포먼스 유닛의 한 세트.유닛 음악 프로듀서는 미즈시마 세이지(TV 애니메이션 「D4DJ First Mix」의 감독도 담당).
히메가미 사노(CV:Raychell)가 프로듀싱한, 「네뷸라 프로덕션」에 소속하는 고교생 DJ 유닛.전국의 고등학생 중에서 오디션으로 뽑혔으며, 멤버의 출신지는 다양하다.
'쿨&스타일리시'를 모토로 하며 우주를 형상화한 환상적인 세계관과 통솔된 댄스 퍼포먼스가 특징이다.
애니메이션 및 구루미쿠에서의 첫등장시, 사키히메가 요요학원의 고등부 1학년으로 나머지 3명은 2학년. 「side:origin-photon maiden-」에서는, 학생회장에 취임한 키무키의 제안으로, 무려 멤버 전원이 학생회 멤버가 되고 있다.
오리지널 악곡은 EDM조로 영어 가사가 많은 것도 특징.한편 커버에는 「Synchrogazar」 「안드로이드 걸」이라고 하는 업 템포로 격렬한 곡도 있다.
'하이푸미' 소속 아티스트들이 많은 곡을 담당하고 있으며, DJ 젠키, 스카이델타, KO3 등 각종 소리게임에서 활약하는 작곡가들도 작편곡에 참여하고 있다.

## 멤버
- 이즈모 사키(出雲咲姫)
- 니지마 이마키(新島衣舞紀)
- 하나마키 토와(花巻乙和)
- 후쿠시마 노아(福島ノア)

멤버의 성은 공항의 이름에서 따왔다.멤버의 출신지와 관련된 것은 아니다(예를 들어 사키히메는 홋카이도 출신이지만 성은 시마네현의 공항에서 유래되었다)
- 이즈모→이즈모결연공항 (시마네현 이즈모시)
- 니지마→니지마공항(도쿄도 니지마무라)
- 하나마키→이와테하나마키공항 (이와테현 하나마키시)
- 후쿠시마→후쿠시마공항(후쿠시마현 다마가와무라)

## 여담
또한 이 유닛의 담당 성우들은 모두 부시로드의 각종 콘텐츠 성우 담당 경험이 있다.게다가 마이마이키의 캐스트 교대 후는 전원이 무대 소녀도 연기하고 있는 상태가 되었다.

## 미디어 믹스

### 애니메이션판
애니메이션 「First Mix」에서는, 제4화 「Make My Song」에서 Happy Around!가 시청하는 프로모션 비디오로서 첫등장.
제9화 「Encounter With Light」로부터, 본인들이 요요학원에 전입해, 라이브 씬에서는 해피아라를 압도했다. 하지만, 그 후의 일대일 대결의 스테이지에서는 해피아라에게 패배.
제11화 'Voice of Evolution'에서는 패배를 거친 각 멤버들이 사무실의 상에서 벗어난 새로운 포톤의 퍼포먼스에 도전하는 모습이 그려진다.

### 만화판
고단샤의 Web 만화 사이트 「마가포케」에서, 만화 「D4DJ-The Starting of Photon Maiden-」(만화: 베니노 아츠)가 연재중.
Photon Maiden의 결성에 이르기까지의 경위, 그리고 결성 후의 활동이 애니메이션 「First Mix」와는 다른 시점으로 그려진다.

### D4DJ Photon Maiden TV
Photon Maiden의 관 프로그램.담당 성우가 출연해 D4DJ 시리즈 및 포톤 마이든의 활동을 전한다.…하지만, 안의 사람들의 프리덤한 언행에 의해,
- 첫 회부터 형용할 수 없는 발렌타인 초콜릿을 만들다
- 프로듀서 중의 사람이 마구 연극조로 하는 언동을 하다
- 같은 부시로드 그룹이 전개하는 '함정' '돌'의 뽑기를 애드리브로 선전하다
- 매회의 구르미쿠 대결에서는 방해행위가 당연하게 발생(이쪽은 전신 프로그램으로 동일하게 Photon Maiden이 MC를 맡고 있는 「D4DJ TV」때부터 실시하고 있다)
- 글루미크용 디스크 스킨을 담당 성우의 손으로 그리는데, 그 과정에서 스튜디오의 비품을 손괴하다

등 엉망진창인 프로그램이 되었다.
2021년 2월에 방송 개시→3월에 방송 종료, 7월에 재개→9월에 또 종료로, 어지럽게 방송 개시·종료를 반복하고 있다.
이번 3월말에서의 (일단) 종료에 대해서는 1월말까지 방송되고 있던 「First mix」로부터의 흐름으로 프로그램을 방송하고 있던 전국 각지의 넷국의 스폰서 계약이 3월말에 끝난다고 하는 형편도 있다.실제로 애니메이션판을 방송하고 있던 모든 넷 방송국이, 「D4DJ(First mix) TV」(10월중)→ 「First mix」(10월말~'21년 1월말)→ 「Photon Maiden TV」(2월~3월)의 흐름으로 통산 반년간 방송하고 있었다.이 때문에 7월의 재개 후는 전국 넷이 아니다.따라서, 'Photon Maiden TV'에 내포되어 있던 D4DJ의 쇼트 애니메이션 '쁘띠미쿠♪ D4DJ 펫믹스가 도쿄 MX 외 지상파에서는 사실상 8회로 중단되는 폐해도 발생했다.